# Amina Filali
Amina Filali, född 1996, död 10 mars 2012, var en marockansk 16-åring som efter våldtäkt var tvungen gifta sig med förövaren och därefter tog sitt liv. Fallet gjorde att Marockos våldtäktslagstiftning hamnade i strålkastarljuset för världens blickar.

## Biografi

### Bakgrund
Marockos lagstiftning är en blandning mellan fransk rätt och muslimska sharialagar. Kvinnors rättigheter har fått stå åt sidan till förmån för mäns rättigheter.
Kvinnor har under lång tid försökt få till stånd en förändring av den så kallade Mudawwanah. År 2004 genomfördes förvisso en liberalisering av rättssystemet, men kvinnor är fortsatt ojämlika män, i synnerhet när det kommer till familjelagstiftningen. Även i de fall som lagstiftningen ändrats kvarstod problemen i rättsväsendet med domare som lade allt för stor vikt vid bevis i förhållande till vittnesuppgifter.
Ett av kryphål som fanns fram till år 2014 var rätten för män att undkomma åtal om mannen ingick äktenskap med den flicka han våldtagit, om flickan var under 18 år. Kryphålet fanns i klausul 475 i den marockanska lagstiftningen och hade kommit att bli en symbol för kampen för kvinnors rättigheter i landet.
Enligt officiella siffror var 41 000 flickor i Marocko i ett barnäktenskap år 2010.

### Aminas historia
Filali ska ha blivit våldtagen under knivhot av en tio år äldre man. Hennes pappa blev informerad om möjligheten för Filali att gifta sig med våldtäktsmannen, i samband med att han skulle anmäla övergreppet. Filali själv fick rådet att ingå äktenskapet av åklagaren, för att skydda sin egen och familjens heder.
Falila tappade hoppet, efter att ha blivit svårt misshandlad inom tvångsäktenskapet med mannen som våldtagit henne. Enligt lokala medier ska föräldrarna ha varit medvetna om situationen i äktenskapet och ha uppmanat henne att begå självmord. Vittnen har berättat att maken blev så arg när hon drack giftet att han släpade henne nerför gatan, och hon avled strax därefter. Amina Filali avled den 10 mars 2012, 16 år gammal, på ett sjukhus i Larache efter att ha svalt råttgift.

### Efterspel
Amina Filalis självmord fick stor uppmärksamhet. Facebooksidan "We are all Amina Filali" skapades, och demonstranter ansåg att både domaren som tillåtit äktenskapet och Filalis änkling skulle fängslas. Det anordnades en protest utanför marockanska parlamentet i Rabat i april 2012, och en digital namninsamling fick snabbt 250 000 underskrifter för att få till stånd en lagändring som skulle täppa till kryphålet i lagstiftningen.
Kryphålet i lagstiftningen som gjorde att män kunde gifta sig med sina minderåriga offer, och på det sättet undkomma åtal efter sexualbrott, täpptes igen år 2014.